# テリー・パワー
テリー・パワー（Terry Power、本名：テリー・ポーチ / Terri Poch、1964年8月20日 - ）は、アメリカ合衆国の元女子プロレスラー。オレゴン州ポートランド出身。
ボディビル経験者ならではの筋肉美を誇り、女子プロレスでは珍しい本格的なパワー・ファイターとして活躍。日本での活動期間は決して長いとは言えなかったが、対抗戦時代初期まで全日本女子プロレスに在籍した。
リングでコールを受けるとき、ボディ・ビルのポーズから盛り上がった腕の筋肉にキスをしてみせるのが定番となっていた。

## 来歴
1980年
- ボディビル ミス・ワイオミング賞。

1987年
- ボディビル アイアンマン／アイアンウーマンコンテスト 優勝

1987年 - 1988年
- ボディビル ノースウエスト選手権 優勝

1988年
- ボディビル 全米選手権 3位

1988年
- スコッティ・ザ・ボディの従者のテイラー・メイド（Taylor Made）としてPNWにてプロレスデビュー

1990年
- LPWAにテリー・パワー（Terri Power）のリングネームで参戦。
- 7月、ジャパン女子プロレスで初来日。

1992年
- 2月、レディXを破り、LPWA選手権を獲得。レイラニ・カイ、ジュディ・マーチン、スー・グリーンなどと対戦。
- 来日。「女子プロレスでトップを取りたい。そのためには、世界で一番メジャーで、女子が真剣にプロレスを追求できる唯一の団体である全日本女子プロレスに来る必要があった」「日本は女子プロレスのメッカで、選手達はプライドを持っている。だからこそここに来たかったし、しばらく日本に住んで試合をしていきたいと思っている」と語っていた。
- 6月21日、後楽園ホールでデビュー。デビュー戦は、三田英津子と組んで、デビー・マレンコ、下田美馬組との20分1本勝負。
- 同時期に在籍していた、年齢は下だが全女では先輩のデビー・マレンコとも仲が良く、スパーリングを共に行い、日本での生活に関してもアドバイスを受けていた。また、ボディ・ビルの経験から、ウエイトトレーニングを全女の選手に教えたりしていた。全女でも、片方45kgのダンベルを彼女のために購入するなど、逸材として期待をかけていた。
- 6月27日、大宮スケートセンターでは、ジャングル・ジャックのメンバーとして、アジャ・コング、神谷美織と組み、ブル中野、みなみ鈴香、堀田祐美子という珍しいチームと、セミ・ファイナルで6人タッグマッチ。ブルとの初対決となったが、力比べでも一歩も引かず、セカンドロープからのフライング・ラリアット、ドロップキックなどを見せた。この時、リングアナは「ジャングル・ジャック テリー・パワー」とコールし、ジャングル・ジャックの一員という位置づけで出場（ちなみに神谷美織が顔に緑のペイントをした最初の試合でもある）。
- 7月5日、後楽園ホールで、デビー・マレンコと「アメリカン・タッグ」を結成し、堀田祐美子、みなみ鈴香と対戦。初のアメリカ人同士のタッグを組んでの試合となった。10日後にテリーとのタイトルマッチを控えた井上京子がビデオのゲスト解説についていたが「テリーはなんでもできる」「ボディ・ビルダー譲りの健康管理に頭が下がる」「これで受け身を（しっかり）覚えたら敵なしになる」とコメントしていた。試合はデビーがジャックナイフ式回転足折り固めで堀田をフォールし、大金星をあげた。試合後のインタビューでも、「勝利の女神が味方してくれた」と先輩レスラーに勝利した彼女たちの興奮ぶりが伝わってきた。
- 7月15日、大田区体育館で、日本デビュー1か月を待たずして、井上京子とオールパシフィック選手権タイトルマッチを行う。上り調子の井上京子が攻めあぐね、スタミナ切れになりかかるほど苦戦を強いられた。最後は井上に、ナイアガラ・ドライバーで破れたが、ぎこちないものの、一定の期待を感じさせるファイトぶりだった。しかし、この試合で井上京子をリフト・アップしようとした際に、膝の靱帯を伸ばし、故障を抱えてしまう。
- 8月15日、後楽園ホールで神谷美織と組んで、渡辺智子、前川久美子と対戦。神谷をリフトアップ・プレスで渡辺に投げつけてからのエルボー・ドロップでフォール。映像で見られる数少ないテリーのフォール勝ちシーンである。
- 膝の手術のため、3か月ほど一時帰国する。
- タッグリーグ・ザ・ベスト'92に、井上貴子と組んで出場。

1993年
- 4月2日、横浜アリーナでのオールスター対抗戦に出場。沼田三絵美と組んで、FMWの前泊よしか、土屋恵理子と対戦。この時期、右肩を脱臼しており、左腕一本で強行出場した形となった。善戦したものの、沼田がフォール負け。これが事実上全女での最後の大舞台での試合となった。

1998年 - 2001年
- 帰国後はWWF（WWE）にディーヴァとして入団し、リングネームもトーリー（Tori）に改めケインやXパックとの三角関係ストーリー等で活躍。1999年にはレッスルマニアXVにも出場しセーブルと女子王座を争うなど活躍したが2001年には退団。WWF退団後はレスラーとして活動しておらず、実質上2001年で引退している。引退後はヨガのインストラクターとして活動している。

## 得意技
試合ではリングネーム通り、パワーをアピールした技を多用し、不器用な印象を与えることもあったが、ブラッド・レイガンス道場での経験からか、実際には基本的な関節技やロープ・ワークなど、レスリングの基本テクニックもそれなりにこなせるレスラーであった。
フランケンシュタイナー
大柄、長身からの、無骨であるがダイナミックなフランケンシュタイナー。
パワースラム
パワーファイターらしさがよく出た豪快な技。
オクラホマ・スタンピード
パワーを生かした強烈な技。
ラリアット
つなぎ技としてよく使っていた。
リフトアップ
これもテリーの力を見せる技で、つなぎ技としてよく使っていた。
ブレーンバスター
滞空時間が長く、最後はブルーザー・ブロディばりに体を浴びせることもあった。
ロープを使っての「逆上がり」
技とは言えないが、ロープ際でもつれて場外に落ちるか、と思いきや、トップロープをつかんで鉄棒の前回りの要領で場外方向に出て、そのまま逆上がりの要領でリングに戻ってくる、という得意のムーブ。日本リング初登場時から、観客の拍手を浴びており、定番となった。
スキン・キャット
上記の逆上がりを応用した技。逆上がりの要領でロープ際の相手の頭部を足で挟み込んで、ウラカン・ラナの形で場外に投げ捨てる。

## 獲得タイトル
- LPWA王座 : 1回